# Descriptio provinciæ Romandiolæ
La Descriptio provinciæ Romandiolæ è un rapporto statistico redatto per ordine del cardinale Anglico de Grimoard, legato pontificio della Provincia Romandiolæ.
Il documento, che porta la data del 9 ottobre 1371, contiene una minuziosa descrizione topografica e amministrativa dei luoghi, dei tributi fissi e delle persone che hanno capacità contributiva (censiti per unità fiscali dette fumantes), nonché il bilancio delle entrate della Camera apostolica o dei comuni della Romandiola. È considerato la massima fonte di informazione sul territorio romagnolo per il periodo medievale. Il codice originale della Descriptio è custodito nell'Archivio Segreto Vaticano, A. A. I-XVIII 952 (al n. 953 vi è la Descriptio di Bologna).

## Il territorio considerato
Il cardinale Anglico fece redigere due Descriptiones: una per il territorio bolognese ed una per il territorio della Romandiola.
Questa comprendeva tutti i territori soggetti all'autorità pontificia che, escludendo Bologna, si estendevano da ovest ad est fino alla Massa Trabaria, e cioè i territori di:
- Ravenna
- Cervia,
- Rimini,
- Montefeltro,
- Sarsina,
- Cesena,
- Bertinoro,
- Forlì,
- Faenza,
- Imola.

All'epoca, l'alta Valmarecchia e parte della valle del Savio appartenevano alla Massa Trabaria; questi territori furono quindi esclusi dalla Descriptio. Fu ugualmente escluso il territorio dei conti Ubaldini, che comprendeva l'alta valle del Santerno. Ravenna, Forlì (provvisoriamente, in un intervallo della dominazione degli Ordelaffi), Rimini ed Imola erano governate da un vicario pontificio (vedi infra), le altre città erano governate direttamente dalla Santa Sede. Questa differenza è sostanziale poiché il vicario pontificio aveva il potere di disporre personalmente il denaro proveniente dai dazi, in cambio di un versamento annuo fisso alla Camera apostolica.

## Il contesto
Il predecessore di Anglico de Grimoard, il cardinale spagnolo Egidio Albornoz, aveva quasi completato nel 1356 la riconquista dei territori soggetti all'autorità pontificia. L'ultima città a piegarsi all'autorità papale fu la Forlì di Francesco II Ordelaffi, contro il quale venne scatenata una Crociata. La Crociata si concluse nel 1359, con la cessione di Forlì al legato pontificio.
Ricostituita l'unità dello Stato della Chiesa, si procedette all'organizzazione dei territori che lo componevano. Secondo la tradizione, lo Stato era composto da cinque province, una delle quali era appunto la Provincia Romandiolæ.
L'antica suddivisione fu ripresa senza modifiche. Furono inoltre confermate le massime cariche istituzionali poste a capo delle province, che erano state create quasi due secoli prima: ogni provincia è retta da un legato pontificio (un ecclesiastico), affiancato da un rettore (un membro dell'aristocrazia romana o comunque di una famiglia vicina al papa). Formalmente è il legato che esercita il potere temporale (suddiviso in civile e giurisdizionale).
In Romagna questa soluzione necessitò di un adattamento: durante la cattività avignonese le famiglie locali si erano impossessate di tutte le principali città romagnole; ora erano riluttanti a restituire quelli che consideravano ormai dei possedimenti personali. La Santa Sede scese a patti con le signorie, legittimandole e conferendo loro diritti e doveri. Il signore assunse la carica di "vicario pontificio", mantenendo ampi poteri civili, in cambio promise obbedienza al papa.
La Santa Sede nominò i successori di Albornoz nelle cinque province dello Stato. A capo della Provincia Romandiolæ fu posto il cardinale francese Anglico Grimoard de Grisac (fratello di papa Urbano V). Entrato a Bologna il 5 gennaio 1368, il porporato procedette all'organizzazione civile e giudiziaria del territorio.
Nell'ultimo anno del suo mandato, il cardinale Anglico fece compilare, a beneficio del suo successore, tre documenti descrittivi della realtà in cui aveva operato. Essi sono:
- Præcepta (capitolo di istruzioni e di informazioni concernenti lo Stato politico di Bologna, di Romagna e delle Marche)[5];
- Descriptio civitatis Bononiensis eiusque comitatus;
- Descriptio provinciæ Romandiolæ.

Il secondo e il terzo furono redatti per rendere edotto il successore di Grimoard della capacità contributiva della popolazione residente nei rispettivi territori.
Il successore dell'Anglico fu il cardinale Pietro d'Estaing, che gli subentrò nel gennaio 1372.

## Contenuti dellaDescriptio
La Descriptio Romandiolæ contiene:
- L'elenco dei centri abitati, classificati per ordine d'importanza in: civitas, castrum, villa (insediamento rurale), massa (insieme di fondi di un unico proprietario), plebis, capella, burgus;
- L'elenco dei fortilizi e dei presidi militari;
- L'elenco delle principali vie di comunicazione;
- L'elenco dei passi appenninici e delle linee direttrici dei traffici;
- Le quattro circoscrizioni politico-amministrative civili: vicariatus, districtus, comitatus, territorium;
- Le diocesi (la sola circoscrizione ecclesiastica);
- L'elenco delle imposte e tasse cui era soggetta la popolazione;
- L'elenco dei soggetti con capacità lavorativa (focularia)[7]. Erano escluse le seguenti categorie sociali: i religiosi (clero secolare e regolare, che aveva una tassazione diversa rispetto ai laici) e le persone senza capacità contributiva (mendicanti, nullatenenti, lebbrosi, delinquenti, ecc.). Per calcolare la quantità di tasse da esigere dalla popolazione, si stabilì una quota fissa che andava moltiplicata per i focularia. In Romagna venne stabilita un'aliquota di 26 denari per ogni soggetto con capacità contributiva. Quindi un centro abitato con 100 focularia doveva versare ogni anno all'erario pontificio 2.600 denari.

## Tributi fissi delle rendite papali in Romagna
Le fonti di entrata a titolo fisso della Chiesa nella provincia di Romagna erano tre:
- tallia (tributo che veniva richiesto per fronteggiare le spese militari);
- fumantaria (tributo fondiario che veniva pagato da ciascun fumans al proprio signore). Veniva riscosso proporzionalmente al reddito e ai beni posseduti. Coloro che possedevano una coppia di buoi pagavano lire 1,20, quelli con due paia il doppio e così via; il nullatenente pagava soltanto 40 centesimi;
- salaria (il tributo sul sale. Tutto il sale che circolava in Romagna era prodotto dalle saline di Cervia).

I funzionari pubblici (come i magistrati, i tesorieri, i guardiani delle porte delle città) versavano apposite tasse. Nelle terre direttamente governate dalla Chiesa, anche i dazi venivano integralmente riscossi dalla Camera apostolica, mentre a Ravenna, Rimini ed Imola era il vicario pontificio (cioè il signore locale) ad incassare i proventi daziari. La Chiesa si garantiva altre entrate dalle multe e dai diritti sui traffici.
Le monete in uso in Romagna nella seconda metà del Trecento erano sei:
- il fiorino d'oro (unità dei valori correnti internazionali),
- il ducato d'oro (di Venezia)
- il soldo (moneta che si coniava a Roma)
- il denaro (che valeva 1/12 di soldo ovvero mezzo fiorino)
- la lira bolognese (o bolognino, dello stesso valore del denaro)
- la lira ravennate (dal valore incerto).

La tabella seguente contiene l'elenco dei versamenti dei tre tributi nelle principali città della Romagna. I valori sono espressi in lire bolognesi:
| Città   | Numero focularia | Tallia | Fumantaria | Salaria |
| ------- | ---------------- | ------ | ---------- | ------- |
| Ravenna | 1 743            | NO     | 350        |         |
| Rimini  | 2 240            | NO     | 593        |         |
| Cesena  | 1 660            | 5 000  | 365        | 3 000   |
| Forlì   | 2 300            | 8 308  | 3 077      | 3 200   |
| Faenza  | 1 826            | 6 439  | 453        | 4 000   |
| Imola   | 1 338            | NO     | 2 074      | 2 000   |

Nelle città in cui fu creato il vicariato apostolico la tallia fu sostituita da un tributo a carico del signore locale, denominato census. Di misura inferiore alla tallia, il census era versato direttamente alla Camera apostolica. Le tre città romagnole sede di vicariato versavano rispettivamente:
- Imola, 1 000 fiorini d'oro;
- Ravenna, 3 000 fiorini d'oro;
- Rimini, 6 000 fiorini d'oro.

Ecco come si presenta il quadro delle "unità fiscali" della Romagna nella suddivisione territoriale proposta dalla Descriptio:
| Città                                 | Nella Descriptio          | Castra                        | Numero focularia | Tallia | Fumantaria | Salaria |
| ------------------------------------- | ------------------------- | ----------------------------- | ---------------- | ------ | ---------- | ------- |
| Imola                                 | Fogli 1 recto - 7 verso   |                               | 1 624            | NO     | 2 074      | 2 600   |
|                                       |                           | Massa Lombardorum             | -                | 17     |            |         |
|                                       |                           | Lugi                          | 579              |        | 400        |         |
|                                       |                           | Territorio dei Conti di Cunio | 672              | 8      | -          |         |
| Faenza                                | Fogli 13 recto - 21 verso |                               | 4 189            | 1 826  | 453        | 4 000   |
|                                       |                           | Bagnacaballi                  | 1 025            | 47     | 350        |         |
| Forlì                                 | Fogli 22 recto - 29 recto |                               | 3 482            | 2 300  | 3 077      | 3 200   |
| Cesena                                | Fogli 30 recto - 36 recto |                               | 3 375            | 1 660  | 365        | 3 000   |
| Bertinoro                             | Fogli 36 verso - 45 verso |                               | 336              | 868    | 36         | 300     |
|                                       |                           | Meldulae                      | 115              | 21     | 200        |         |
|                                       |                           | Salvaterra                    | 1 217            | 12     | 70         |         |
|                                       |                           | Castrocarii                   | 663              | 22     | 250        |         |
| Montis Feretri Vicariato              | Fogli 46 verso - 52 recto |                               | 1 889            | 1 560  | 204        | 1 000   |
| Bobbii Vicariato                      | Fogli 53 recto - 56 recto |                               | 853              | 1 575  | 92         | 600     |
| Sancti Archangeli Vicariato           | Fogli 57 recto - 60 verso |                               | 895              | 1 980  | 96         | 500     |
|                                       |                           | Roccha Mutiliane              | 624              | 68     | 1 200      |         |
| Valle di Bagno                        | Fogli 61 recto - 62 verso |                               | 498              | -      | 54         | 700     |
| Fiumane di Galeata Vicariato          | Fogli 63 recto - 69 verso |                               | 1 222            | 2 244  | 131        | 2 250   |
|                                       | Fogli 70 recto - 74 recto | Civitellae                    |                  | 98     | 8          | 130     |
| Territori dei conti di Gaggiolo       |                           |                               |                  | 208    | 17         | -       |
| Territori dell'arcivescovo di Ravenna |                           | Casemurate e dintorni         |                  | 416    | 24         | 75      |
|                                       |                           | Dovadulae                     |                  | 450    | 13         | -       |
| Ravenna                               | Fogli 74 verso - 78 recto |                               | 3 233            | 3 900  | 350        | -       |
| Cervia                                | Fogli 78 recto – 78 verso |                               | 250              | 1 052  | 27         | -       |
| Altri territori                       | Fogli 78 verso - 80 recto |                               | 81               | 111    | 11         | -       |
|                                       |                           | Comacli, Adriae               |                  | 1 743  | NO         | 350     |
| Ariminum                              | Fogli 80 verso - 86 recto |                               | 5 505            | 14 500 | 593        | -       |
| Territori della chiesa di Faenza      | Fogli 86 verso - 87 recto | [ 11 ]                        |                  |        |            |         |
| Territorio dei conti Ubaldini         | Fogli 87 verso - 88 recto | [ 11 ]                        |                  |        |            |         |

Alla fine della relazione compare il Bilancio di entrate ed uscite della Camera apostolica in Romagna:
| Territorio  | N° focularia | Entrate in lire | Entrate in fiorini | Uscite in lire | Uscite in fiorini |
| ----------- | ------------ | --------------- | ------------------ | -------------- | ----------------- |
| Romandiolae | 34 643       | 152 885 lire    | 17 326 fiorini     | 12 541 lire    | 50 240 fiorini    |

## Imola (città, distretto e contea)
Dal foglio 1 recto al foglio 7 verso
Descrizione della città
Civitas Imolae posita est in provincia Romandiolae supra stratam francigenam et magistram, qua itur Bononiam, in planicie, cuius districtus est undique in confinibus comitatus dicte civitatis Imolae (il distretto di Imola è un territorio circondato dal comitato di detta città, come se fosse ritagliato nel comitato stesso). A capo della città e del distretto sono posti Azzo e Beltrando Alidosi, figli di Roberto, che governano in qualità di vicari pontifici.
Descrizione del distretto (districtu)
Gli insediamenti sono classificati, in ordine d'importanza, per: civitas, castrum e villae.
Il distretto di Imola comprende la città capoluogo e le sue villae (non ci sono castra). Le ville sono suddivise in due gruppi: a monte della via Emilia (in montibus) ed a valle della strada maestra (in planis).
Descrizione della contea (comitatus)
Escludendo la città ed il distretto, il territorio della contea di Imola confina con le contee di Bologna, Firenze, Faenza, Ravenna e con il territorio dei conti Ubaldini. I confini sono i seguenti:
- Nord: il territorio si estende fino a lambire il Po di Primaro. Il primo centro al di là del fiume è Sancti Blasii (odierna San Biagio d'Argenta), che ricade nella contea di Ravenna;
- Est: nel suo tratto pianeggiante, il confine non segue il corso di nessun fiume poiché le vie d'acqua entrano nelle valli senza uscirne. Si sa che Fabrice (Santa Maria in Fabriago di Lugo) e Sancte Agathe (Sant'Agata sul Santerno) appartengono alla contea. Il confine orientale inizia a scorrere in parallelo ad un corso d'acqua a sud di Felisii. Qui affianca il Sinnium (Senio) per poi seguire il suo affluente Sentria (Sintria). Il territorio della contea finisce a Gualdefusii (Castelletto di Valdifusa)[13]. Ad est vi è la contea di Faenza; a sud comincia il territorio dei conti Ubaldini.
- Sud: la contea confina col territorio dei conti Ubaldini. Un'ideale linea orizzontale congiunge Gualdefusii al fiume Vatrenus (Santerno) all'altezza di Castigloni (Castiglioncello, ad ovest di Moraduccio).
- Ovest: da Castigloni il confine segue un'ideale linea verticale che porta al Sillarus (torrente Sillaro), includendo Belvederis (Belvedere) e Sassigloni (Sassoleone)[14]. Il punto di congiungimento con il torrente è posto tra il Monte di Tombe e il Monte Spaduro. Di qui il confine segue il corso del Sillaro fino a quando esso spaglia nelle valli, pochi km a nord di Consilicis (Conselice).

I castra in montibus (a monte della via Emilia) più popolosi della contea sono (tra parentesi il numero di focularia):
- Ducciae (Dozza) (170)
- Corvariae (Croara di Casalfiumanese) (126)
- Tausignani (Tossignano) (350)
- Montis Batagle (Monte Battaglia di Casola Valsenio) (135)

I castra in planis (a valle della via Emilia) più popolosi della contea sono (tra parentesi il numero di focularia):
- Solaroli (Solarolo) (260)
- Bagnariae (Bagnara di Romagna) (120)

Nel complesso, il numero di focularia della contea è 3.264.
Territorio esterno alla contea
Dal foglio 8 recto al foglio 11 recto
Sono esterni al vicariato, ma fanno parte della Diocesi di Imola, i seguenti castra:
- Massae Lombardorum (Massa Lombarda);
- Lugi (Lugo);
- Barbiani (Barbiano di Cotignola);
- Bagnacaballi (Bagnacavallo)

Sono esterni alla diocesi di Imola, ma fanno parte della provincia Romandiolae (sono praticamente delle enclave nella diocesi di Bologna):
- Villa Fontana di Medicina;
- Ganzanigo di Medicina.

## Studi sullaDescriptio
Lucio Gambi (1920-2006), nella sua ampia ricerca del 1947 («Il censimento del cardinale Anglic in Romagna nell'anno 1371») ha fatto i seguenti calcoli:
- La superficie della regione interessata dal censimento è di 8150 km²;
- Le località menzionate in Romagna, secondo i confini attuali, sono 865 (nel documento appaiono 868 toponimi, ma 3 di essi hanno duplice registrazione);
- La popolazione globale della Romagna può essere stimata in circa 160.000 anime. La densità è relativamente elevata (29,4 abitanti per km²); la popolazione che vive nei centri abitati (54%) è leggermente superiore a quella che vive in campagna (46%);
- La popolazione dei quattro maggiori centri abitati può essere così stimata: Forlì 10 582 abitanti, Rimini 10 214 abitanti, Faenza 8 958 abitanti, Ravenna 7 908 abitanti.